# Weltflug.tv
Weltflug.tv - Die Weltreise mit Tragschrauber ist eine fünfteilige Dokumentarserie von Melanie & Andreas Stütz. Weltflug - Zwei Überflieger auf fünf Kontinenten ist ein Buch von Andreas Stütz.

## Inhalt
Blu-ray, DVD und Buch dokumentieren die im April 2009 begonnene Flugreise von Melanie und Andreas Stütz in 18 Monaten und 100.000 Reisekilometern um die Welt. Die wichtigsten Stationen der Route waren:
Der Jakobsweg (Europa), das Okavango-Delta, die Kalahari und die Namib-Wüste (Südafrika, Botswana, Namibia), das Outback & die Tasmanische See (Australien), Tauranga über Wellington bis Queenstown (Neuseeland), Seattle über San Francisco nach Los Angeles (USA), Buenos Aires über den Rio Iguaçu nach Rio de Janeiro (Südamerika).
Die Idee für das reale Abenteuer entstammt dem Buch „Robbi, Tobbi und das Fliewatüüt“ von Boy Lornsen, einem bekannten Kinderbuchautor.
Melanie träumte als kleines Mädchen in der DDR vom grenzenlosen Reisen. Andreas verschlang als kleiner Junge in Westdeutschland die TV-Kinderserie „Robbi, Tobbi und das Fliewatüüt“. Sein Kindheitstraum war es, wie Tobbi eine Weltreise mit einem Vehikel zu machen, das fliegen („Flie“), wassern („wa“) und wie ein Auto („tüüt“) fahren kann. Später im James-Bond-Film „Man lebt nur zweimal“ sah das Ehepaar dann ein Flugzeug das dem Fliewatüüt ähnelt. Sean Connery triumphierte in Japan mit einer Art Bonsai-Helikopter, dem sogenannten Gyrocopter oder Tragschrauber „Little Nellie“, gegen vier Kampfhubschrauber. Der Tragschrauber sah zwar aus wie ein kleiner Helikopter, startete und landete jedoch wie ein Flugzeug.
Noch bevor sie selbst Kinder haben und deren Träume unterstützen würden, lernten Melanie und Andreas das Fliegen. Sie erwarben einen eigenen Tragschrauber und starteten zur ersten Weltreise mit einem Tragschrauber überhaupt, mit Etappen in Europa, Afrika, Australien/Neuseeland, den USA und Südamerika.
Bis zu ihrem Start galt ein solches Vorhaben mit dem Tragschrauber, einem Flugsportgerät für Kurzstrecken gebaut, als unmöglich.
Melanie und Andreas Stütz nutzten die Reise, um auf die Arbeit des Kinderhilfswerkes terre des hommes aufmerksam zu machen. Sie besuchten Kinder in Projekten von terre des hommes in Südafrika, Indien, Thailand, Peru und Bolivien und fragten Kinder und Erwachsene nach ihrem Kindheitstraum. Das Ehepaar lernte in den Gesprächen mit den Betreuern und den Kindern, dass Kindheitsträume ein wichtiger Schlüssel für die Entwicklung im Leben sein können. Kinder, die einen Traum für ihr Leben verfolgen, haben eine starke Motivation Widerstände und Widrigkeiten zu überwinden. Mit der Realisierung ihres Weltflugs ermutigen Melanie und Andreas Kinder und Erwachsene über Grenzen hinweg auch ihre Träume zu verfolgen. Ein Teil der Erlöse aus Buch und Film geht direkt an die Kinderhilfe von terre des hommes.

## Filmaufnahmen
Melanie und Andreas Stütz waren mit zwei Full HD Kameras ausgestattet. Mit den Kameras filmten sie sowohl die Flugszenen im Cockpit, wurden aber auch vom Boden und während des Flugs von anderen Flugzeugen aus gefilmt.

### DVD / Blu-ray
Die DVD- und Blu-ray-Ausgabe erschien 2012. Auf fünf DVDs und Blu-rays sind fünf Episoden enthalten. Die einzelnen Episoden sind betitelt; sie beschreiben die folgenden Reiseabschnitte
- Episode 1: Europa
- Episode 2: Afrika
- Episode 3: Australien & Neuseeland
- Episode 4: USA
- Episode 5: Südamerika

Das Filmmaterial wurde in Deutsch und Englisch synchronisiert. Untertitel stehen in Deutsch und Englisch zur Verfügung.
Die Sender ARD, ZDF-Mittagsmagazin und RTL zeigten Ausschnitte des Weltflug.tv Filmmaterials im Rahmen der redaktionellen Berichterstattung über das Abenteuer.

## Tragschrauber
Andreas und Melanie Stütz flogen anfänglich mit einem Tragschrauber des Typs Xenon von Celier Aviation.
Nach bestandenem Europa- und Afrikaabenteuer entschied sich der deutsche Weltmarktführer für Tragschrauber, die Firma AutoGyro aus Hildesheim, das Abenteuer mit MTOsport Tragschraubern in Australien, Neuseeland, den USA und Südamerika zu unterstützen.

## Herausforderungen

### Europa
In Frankreich retteten sie sich bei einem dramatischen Flug durch ein Unwetter ausgerechnet mitten in eine streng verbotene militärischer Sperrzone. Als sie die Pyrenäen von Frankreich nach Spanien überqueren wollten, drohten sie an einer wolkenverhangenen Felswand zu zerschellen. Im letzten Moment öffnete sich eine Lücke in den Wolken und sie konnten das Gebirge überfliegen. An der spanischen Atlantikküste entkamen sie nur knapp einem Gewittersystem, in dem sie eingekesselt waren.

### Afrika
Kurz vor dem Start ihres Flugs wurde der Tragschrauber von einem anderen Piloten bei einer Flugschau schwer beschädigt. Für die Reparatur blieb nicht mehr genug Zeit. Das Abenteuer schien jäh beendet zu sein, bevor es begonnen hatte. Zwei solidarische südafrikanische Piloten boten ihnen an sie auf die Tour mitzunehmen. Mit nunmehr zwei Kameraperspektiven ging es in atemberaubendem Tiefflug über die fantastische Tierwelt Afrikas, hinweg über Elefanten-, Zebra- und Wasserbüffelherden. Ein Feuerwerk der Farben eröffnete sich ihnen von oben, mit dem saftigen Grün des Okavango-Deltas, dem Schneeweiß der Makgadikgadi Salzseen, dem bis zum Horizont reichenden Gold des wogenden Elefantengrases und dem feurigen Rot der höchsten Sanddünen der Welt, von Sossusvlei.
Als Melanie und Andreas ein Motorausfall zur Landung auf einer Schotterpiste in der Namib-Wüste zwang, wurde ein Sonderkommando des namibischen Militärs alarmiert. Innerhalb von 15 Minuten sahen sich die beiden von zahlreichen, bewaffneten Sicherheitskräften umgeben. Zwei Stunden vor Tourende brach die Antriebswelle des Rotors. Sie konnten den Rotor per Hand anwerfen und schafften es bis zum Zielflughafen Springs in Johannesburg.

### Australien & Neuseeland
Die Ablehnung des europäischen Medizinisches Tauglichkeitszeugnis sowie die fehlende Versicherung des Tragschraubers schienen das Abenteuer über Wochen scheitern zu lassen. Während dieser Zeit wohnten sie in einem kleinen ausrangierten Wohnwagen inmitten des australischen Buschs. In enger Nachbarschaft mit Kängurus, Koalas und Kakadus erlebten die beiden ihre australische Traumzeit. Es gelang ihnen die formalen Probleme zu lösen und doch noch abzuheben. Der Flug führte über die Eukalyptuswälder der Dividing Range hinweg zur Ostküste und von dort aus im Tiefflug direkt über der tosenden Brandung die Küste entlang in Richtung Cairns. Wegen eines aufziehenden Zyklons saßen die beiden schließlich bei Sturm und Starkregen an der Küste fest und konnten erst in Neuseeland ihre Reise mit dem Tragschrauber fortsetzen. Dort flog das Pilotenehepaar in einer Formation mit fünf lokalen Tragschraubern und 60 anderen, zum Teil einzigartigen historischen Flugzeugen bei der „New Zealand Air Safari“ mit. Über 5.000 Kilometer ging es mit ihrem Tragschrauber zunächst in den Norden, dann in den äußersten Süden der „Herr der Ringe“-Inseln und wieder zurück. Bei ihrem Anflug auf den internationalen Flughafen Wellington verloren sie in heftigen Turbulenzen zeitweilig die Kontrolle über den Tragschrauber. Der bäumte sich auf wie ein Ruderboot bei hohem Seegang. Trotz der extremen Belastungen bewahrten sie die Nerven und landeten wohlbehalten in der Hauptstadt Neuseelands. Um von der Nord- zur Südinsel zu gelangen, mussten sie über die Cook Strait 30 Kilometer über offene See zurücklegen. Bei einer der letzten Landungen bei Omaka in Neuseeland kippte eine Sturmböe den Tragschrauber.

### USA
In einem dramatischen Schlechtwetterflug schafften sie es durch die Ausläufer der Kaskaden bis zur Pazifikküste, bei Gold Beach. Sie folgten dem Küstenverlauf von Oregon südwärts bis zur Golden Gate Brücke von San Francisco in Kalifornien. Der Flugplatz Half Moon Bay bei San Francisco war vollständig mit Wolken bedeckt. In ihrem Flugzeugtyp verliert man im Sichtflug in Wolken binnen Sekunden die Kontrolle über das Flugzeug, wenn keine Sicht mehr gegeben ist. Sie hatten allerdings kaum noch Sprit und Alternativflugplätze waren nicht mehr erreichbar. Also entschieden sie sich zu einem gewagten Anflug auf den Flugplatz von Half Moon Bay, der vollständig unter Wolken lag. In San Francisco trafen sie sich mit Karl-Heinz Johannsmeier, der es vom Stasi-Inhaftierten in der DDR bis zum Multimillionär in den USA geschafft hatte. Nachdem sie ihn auf seinem Anwesen nach seinem Erfolgsrezept und zu seinen Träumen befragt hatten, setzten sie ihr Abenteuer fort. Sie flogen über die Traumfabrik Hollywood zu ihrem Endflughafen bei Los Angeles.

### Südamerika
Nach dem Besuch von sieben verschiedenen Behörden in Buenos Aires und mit einem persönlichen Schreiben des Präsidenten der argentinischen Zivilluftfahrtbehörde gelang es Melanie und Andreas die Voraussetzungen auch für einen Start in Argentinien zu schaffen. Ein schrottreifer 70 Jahre alter Lkw transportierte den Tragschrauber zum Flugplatz und blieb prompt kurz vor dem Hangar im Schlamm stecken. In einer aufwändigen Aktion konnte der Lastendinosaurier mit einem zusätzlichen Allrad-Geländewagen und einem Traktor mühsam aus dem Schlamm befreit werden. Die Sportpiloten flogen schließlich los und entlang des Río Uruguay. Aufgrund einer Singularität des Erdmagnetfelds waren sowohl Kompass als auch das GPS gestört und sie verloren während des Flugs vorübergehend die Orientierung. Sie schafften es dennoch zu den Iguaçu-Wasserfällen und filmten die größten Wasserfälle der Welt sowohl aus der Luft als auch vom Boden aus. Auf ihrem Weiterflug gerieten sie in einen Sturm über dem Urwald, gelangten aber bis zur Küste des Südatlantiks, nach Brasilien. Die letzte Etappe ihres Weltflug-Abenteuers führte das Ehepaar über die Strände der Copacabana und Ipanema. Fünf Mal kreisten sie um die Cristo Redentor-Statue von Rio de Janeiro, gleichzeitig der Höhepunkt und Abschluss des zweijährigen Abenteuers.

## Veröffentlichungen
- Andreas Stütz: Weltflug - Zwei Überflieger auf fünf Kontinenten. (Die Weltreise mit Tragschrauber) Delius Klasing, Bielefeld 2011, ISBN 3-7688-3282-1.
- Melanie & Andreas Stütz: DVD Weltflug.tv 1 - Europa (Die Weltreise mit Tragschrauber) cross-frontier, BDF, München/Köln 2012, ISBN 978-3-9812838-0-8.
- Melanie & Andreas Stütz: DVD Weltflug.tv 2 - Afrika (Die Weltreise mit Tragschrauber) cross-frontier, München 2012, ISBN 978-3-9812838-1-5.
- Melanie & Andreas Stütz: DVD Weltflug.tv 3 - Australien & Neuseeland (Die Weltreise mit Tragschrauber) cross-frontier, München 2012, ISBN 978-3-9812838-4-6.
- Melanie & Andreas Stütz: DVD Weltflug.tv 4 - USA (Die Weltreise mit Tragschrauber) cross-frontier, München 2012, ISBN 978-3-9812838-6-0.
- Melanie & Andreas Stütz: DVD Weltflug.tv 5 - Südamerika (Die Weltreise mit Tragschrauber) cross-frontier, München 2012, ISBN 978-3-9812838-8-4.
- Melanie & Andreas Stütz: Blu-ray Weltflug.tv 1 - Europa (Die Weltreise mit Tragschrauber) cross-frontier, BDF, München/Köln 2012, ISBN 978-3-9812838-3-9.
- Melanie & Andreas Stütz: Blu-ray Weltflug.tv 2 - Afrika (Die Weltreise mit Tragschrauber) cross-frontier, München 2012, ISBN 978-3-9812838-2-2.
- Melanie & Andreas Stütz: Blu-ray Weltflug.tv 3 - Australien & Neuseeland (Die Weltreise mit Tragschrauber) cross-frontier, München 2012, ISBN 978-3-9812838-5-3.
- Melanie & Andreas Stütz: Blu-ray Weltflug.tv 4 - USA (Die Weltreise mit Tragschrauber) cross-frontier, München 2012, ISBN 978-3-9812838-7-7.
- Melanie & Andreas Stütz: Blu-ray Weltflug.tv 5 - Südamerika (Die Weltreise mit Tragschrauber) cross-frontier, München 2012, ISBN 978-3-9812838-9-1.